# Quartiere Villa Mosca
Villa Mosca è un quartiere residenziale della città di Teramo, in Abruzzo.

## Descrizione e notizie
Il quartiere dista circa due chilometri dal centro storico di Teramo ed è posizionato sul fianco est (uscita Teramo est) della città su una dolce pendenza di una delle colline che circondano il centro. Dalla modesta altura si apre il panorama che spazia dal Gran Sasso fino al litorale adriatico e si scorgono le zone di Tortoreto e Giulianova, oltre ai vari centri abitati che sorgono sui colli della provincia teramana.
Confina con i quartieri di: Colleparco, Gammarana e San Berardo, zona della stazione ferroviaria.
Villa Mosca ha avuto il suo primo grande sviluppo urbanistico a partire dalla fine degli anni ottanta e ancora oggi è un quartiere in espansione. La zona più alta (a monte di Via delle Plaje) è classificata come zona di espansione urbana attuata o in corso di attuazione, mentre la zona più bassa (a valle di Via delle Plaje) è definita come zona edificata satura dal rilevamento topografico della Legenda di zonizzazione del territorio redatto dell'Amministrazione comunale teramana. La sua connotazione è prettamente residenziale per cui non sono presenti esercizi commerciali (se non quelli indispensabili).
Nel mese di giugno dell'anno 2010, la giunta comunale teramana, presieduta dal sindaco Brucchi, ha approvato la proposta definitiva di piano integrato di intervento del quartiere. Sarà attuato un programma di riqualificazione per l'area compresa tra via delle Plaje a est, via Raffaele Aurini a nord e viale della Resistenza a sud che ne completerà anche l'arredo urbano e la zona di verde pubblico attrezzato. Inoltre, i colloqui intercorsi tra l'assessore all'Urbanistica Corrado Robimarga e il Comitato di quartiere, hanno evidenziato la necessità di rendere fruibile anche l'area antistante alla chiesa parrocchiale che si trova al confine con la zona oggetto di intervento.
È stata prevista e realizzata una rotonda tra via delle Plaje e viale della Resistenza per "agevolare un miglior scorrimento del traffico".

## Parrocchia della Madonna della Salute

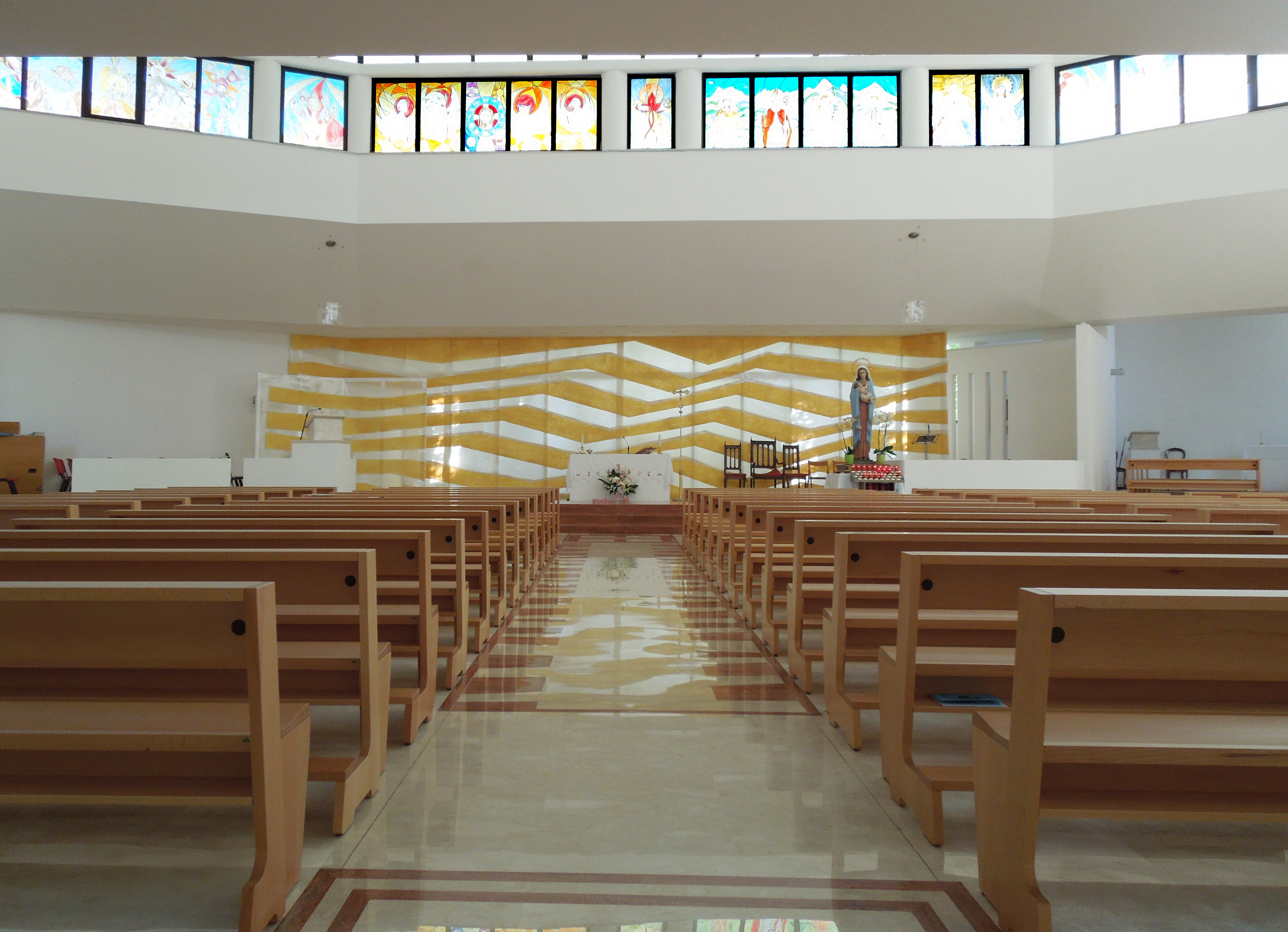
Chiesa della Madonna della Salute

Il territorio del quartiere è compreso, con la zona dell'ospedale Mazzini e le frazioni di Sciusciano, Villa Viola e Cannelli, nella parrocchia della Madonna della Salute, una delle cinque parrocchie della forania della città di Teramo, retta dal parroco e due vicari. La chiesa della Madonna della Salute è stata costruita negli anni novanta con l'impegno dell'allora parroco don Giovanni Saverioni. Nella giornata di domenica 30 ottobre 1994 è stata celebrata la prima messa nel primo lotto della nuova chiesa, in concomitanza con la ricorrenza dei 50 anni di sacerdozio di don Saverioni, alla presenza del vescovo monsignor Antonio Nuzzi.

## Architetture civili

### Ospedale "Mazzini"
Nel 1927 la Congrega di Carità di Teramo deliberò la costruzione a Villa Mosca di un Sanatorio che fu progettato da Alfonso De Albentiis e inaugurato nel 1934.
L'edificio, situato al centro di una vasta pineta è oggi destinato all'uso di Ospedale Geriatrico.
La struttura ospedaliera comprende tre edifici tutti collegati da un tunnel sotterraneo. L'edificio centrale, il più grande, ha una caratteristica forma ad H (dall'inglese Hospital).

### Scuola materna "Villa Mosca"
La scuola è stata costruita dall'amministrazione comunale di Teramo tra il 2002 e il 2006. La struttura, idonea ad accogliere circa 80 bambini, sviluppa i suoi ambienti costituiti da aule, cucina e mensa in un unico piano. Il fabbricato è dotato di una area esterna recintata dove è stato allestito un parco giochi.
All'inaugurazione della scuola, avvenuta il giorno 11 settembre 2007, hanno partecipato l'allora sindaco Gianni Chiodi e  Maurizio Brucchi, che ricopriva la carica di assessore ai lavori pubblici nonché la giunta comunale. La scuola è anche sede dei seggi elettorali durante le giornate delle votazioni.

## Servizi
Il quartiere è servito dalla linea urbana di autobus N.3 (Villa Mosca-Putignano).
Percorso: Zona PEEP - Putignano - P.zza Garibaldi - Circ.ne Ragusa - Via Fonte Regina - Via Flaiani - Villa Mosca - Via Flaiani - Via Fonte Regina - P.zza S. Francesco - Piazza Garibaldi - Putignano
Cadenza: Servizio feriale

## Periodico "La Tenda"
Il parroco don Giovanni Saverioni, scrittore e giornalista, già direttore del settimanale diocesano L'Araldo abruzzese, ha fondato nel 1974 il periodico mensile "La Tenda", un bollettino parrocchiale che si è proposto però anche come foglio di informazione sulla vita sociale e culturale della città di Teramo. Dal 2006, dopo il pensionamento di Saverioni, il periodico "La Tenda" viene pubblicato a cura del "Centro di ricerche personaliste" di Teramo.
Il titolo "La Tenda", come si legge nel programma iniziale del mensile, fu scelto proprio per sottolineare la provvisorietà dei mezzi a disposizione di una parrocchia nella quale inizialmente si dovevano celebrare le liturgie all'interno di un garage.
Con il nuovo periodico, si intendeva raccogliere i parrocchiani intorno al progetto di costruzione della nuova chiesa e, allo stesso tempo, informare coloro che vivevano fuori Teramo sulle manifestazioni che si svolgevano (mostre, conferenze, presentazione di libri).